# Szomáliföld címere

Szomáliföld címere

Szomáliföld címere egy korong alakú pajzs, amelyen egy Szaladin-sast idéző sólymot, a felett pedig egy mérleget ábrázol. A sólyom mellén az „Isten a legnagyobb” felirat látható. A sólyom alatt két emberi kéz fog egymással kezet, az emblémát két oldalról zöld koszorú veszi körül, felül az iszlám hitvallás, a shahada olvasható: Nincs más isten, csak Isten és Mohamed az ő prófétája.